# آیریا
آیریا (به انگلیسی: Ayria) پروژهٔ موسیقی فیوچرپاپ/سینث-پاپ کانادایی می‌باشد که توسط جنیفر پارکین پس از استعفا دادن از گروهٔ موسیقی فیوچرپاپ و ئی‌بی‌ام اپسیلون مینوس در اوایل سال ۲۰۰۳ به‌وجود آمد.